# Bernice Orwig
Bernice Jane Orwig (* 24. November 1976 in Anaheim, Kalifornien) ist eine ehemalige Wasserballspielerin aus den Vereinigten Staaten. Sie gewann bei Olympischen Spielen und bei Panamerikanischen Spielen je eine Silbermedaille.

## Karriere
Bernice Orwig studierte an der University of Southern California und gewann mit deren Sportteam, den USC Trojans die College-Meisterschaft 1999. Im gleichen Jahr schloss sie ihr Studium in Social Science Education ab. Später arbeitete sie an der University of California, Berkeley als Wasserballtrainerin.
1999 nahm sie an den Panamerikanischen Spielen in Winnipeg teil und erreichte mit der Nationalmannschaft den zweiten Platz hinter den Kanadierinnen. Bei den Olympischen Spielen 2000 in Sydney stand erstmals auch ein Wasserballturnier für Frauen auf dem Programm. Bernice Orwig war erste Torhüterin vor Nicolle Payne und wurde in drei Spielen der Vorrunde sowie in Halbfinale und Finale eingesetzt. Im Halbfinale besiegte das US-Team die Niederländerinnen mit 6:5, im Finale unterlagen die Amerikanerinnen den Australierinnen mit 3:4. 2001 belegte Orwig mit dem US-Team den vierten Platz bei der Weltmeisterschaft in Fukuoka.